# Каримате
Каримате (итал. Carimate) — коммуна в Италии, располагается в регионе Ломбардия, подчиняется административному центру Комо.
Население составляет 3801 человек, плотность населения составляет 760 чел./км². Занимает площадь 5 км². Почтовый индекс — 22060. Телефонный код — 031.
Покровителями коммуны почитаются Пресвятая Богородица, праздник ежегодно празднуется 8 декабря, и
святой Георгий.